# Solnhofen

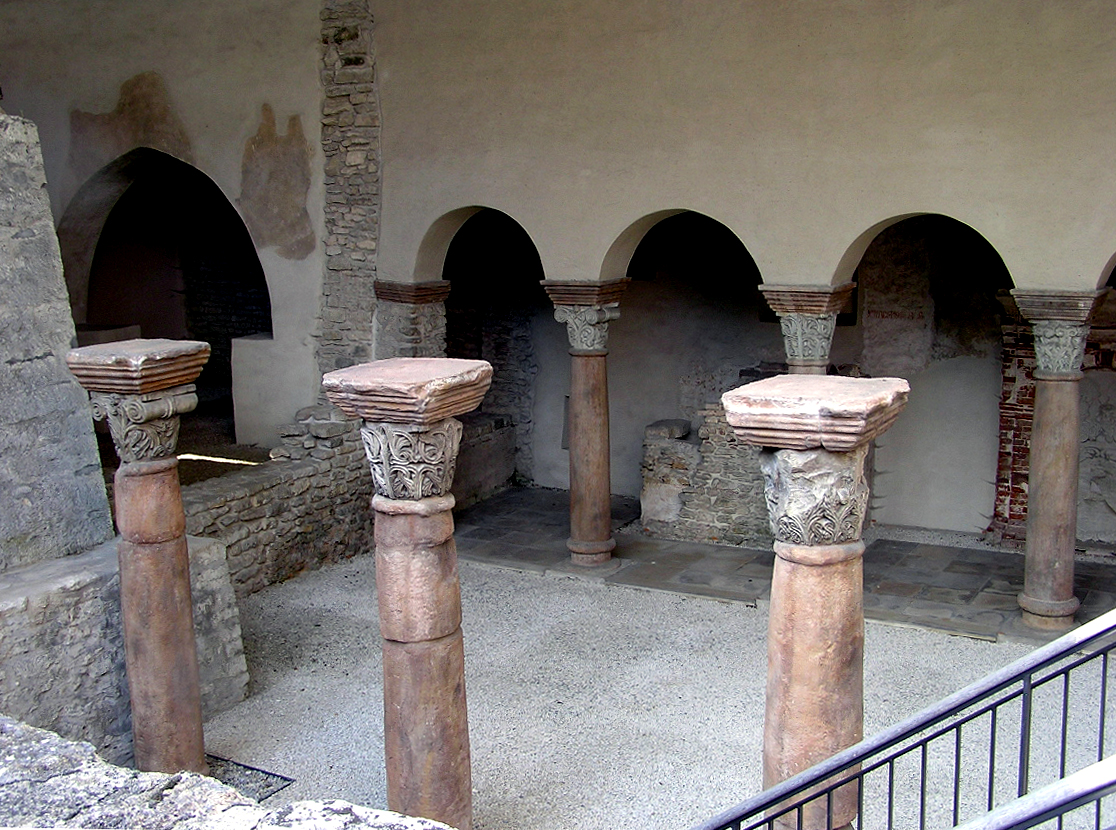
Bazylika Soli (Sola-Basilika)

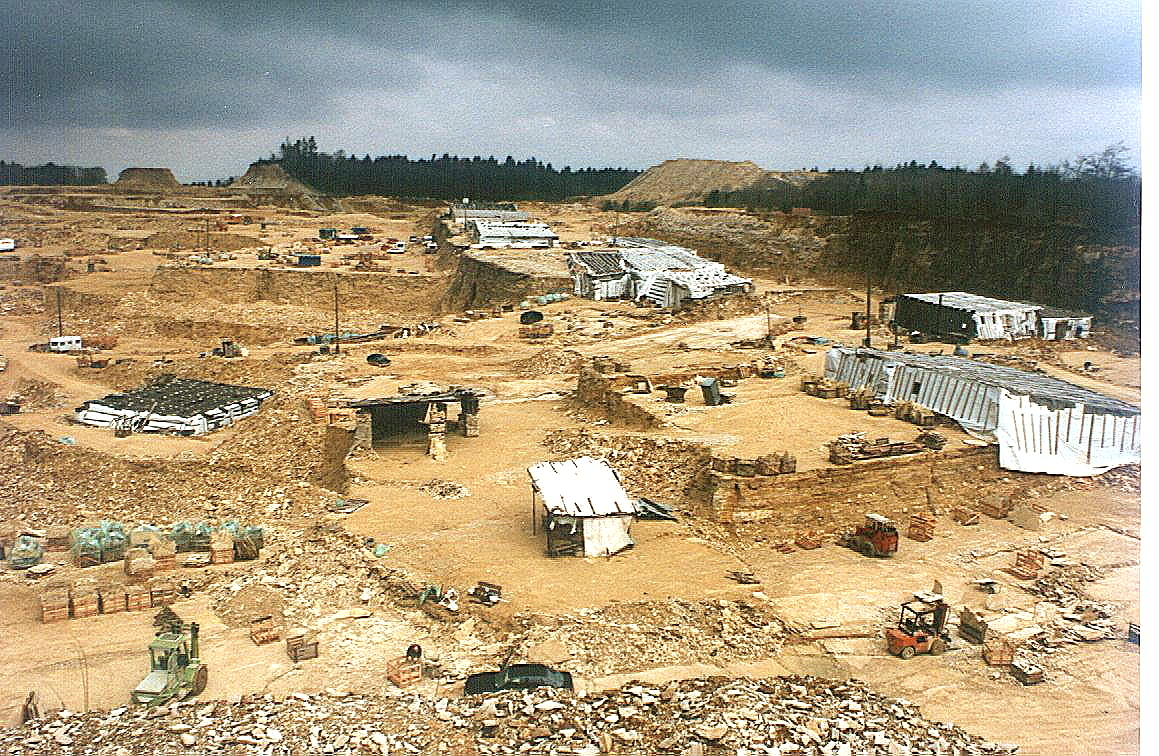
Kamieniołom

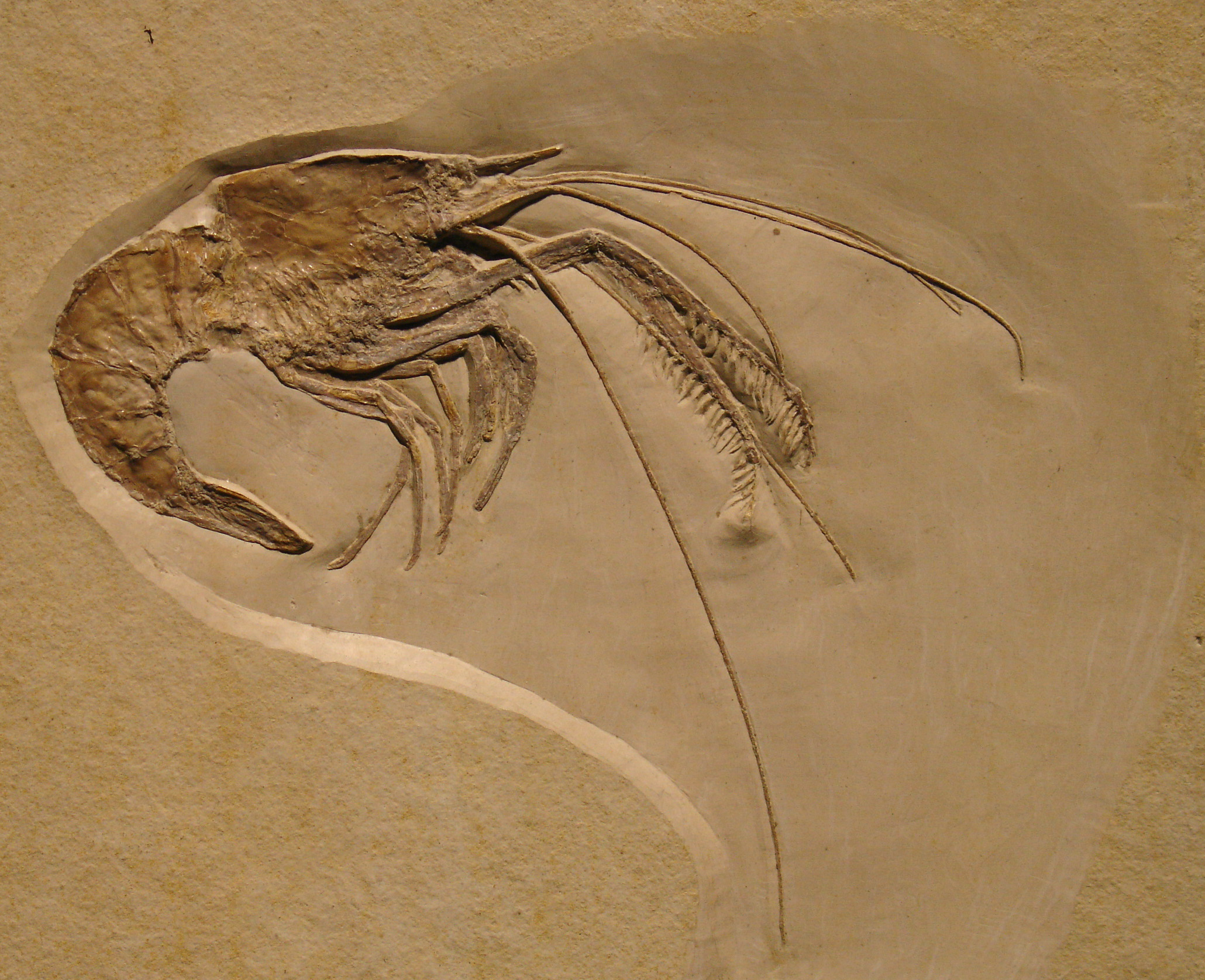
Krewetka jurajska z Solnhofen

Solnhofen – miejscowość i gmina w Niemczech, w kraju związkowym Bawaria, w rejencji Środkowa Frankonia, w regionie Westmittelfranken, w powiecie Weißenburg-Gunzenhausen. Leży w Jurze Frankońskiej, około 15 km na południe od Weißenburg in Bayern, nad rzeką Altmühl, przy linii kolejowej Monachium - Würzburg/Berlin.

## Dzielnice
W skład gminy wchodzą następujące dzielnice: Solnhofen, Eßlingen i Hochholz.

## Skamieniałości
W okolicach Solnhofen istnieją kamieniołomy wapienia górnojurajskiego (tyton), o światowej sławie dzięki obecności w nich znakomicie zachowanych okazów skamieniałości, zwłaszcza archeopteryksów, krewetek, szkarłupni. Stanowisko w Solnhofen jest jednym z najsłynniejszych w świecie tzw. Fossillagerstätte.